# روبرت مانويل (لاعب كرة قاعدة)
روبرت مانويل (بالإنجليزية: Robert Manuel) هو لاعب كرة قاعدة أمريكي، ولد في 9 يوليو 1983 في هيوستن في الولايات المتحدة.

## وصلات خارجية
- روبرت مانويل على موقع دوري كرة القاعدة الرئيسي (الإنجليزية)
- روبرت مانويل على موقعبيزبول رفرنس.كوم (الدوري الرئيسي) (الإنجليزية)
- روبرت مانويل على موقعبيزبول رفرنس.كوم (الدوري الثانوي) (الإنجليزية)
- روبرت مانويل على موقع إي إس بي إن.كوم (أم.أل.بي) (الإنجليزية)
- روبرت مانويل على موقع مشجعي الرسوم البيانية (الإنجليزية)